# 戚公祠 (宁德市)
戚公祠，是位于中国福建省宁德市蕉城区漳湾镇漳湾街的一个清代古建筑，宁德市（县级）人民政府于1992年12月将其公布为第二批县级文物保护单位。
戚公祠主祀明朝抗倭名将戚继光，占地面积208平方米，始建于明朝，穿斗式木构悬山顶，面阔三间，进深两间。